# Светско првенство у скоковима у воду 2015 — торањ 10 м синхронизовано за мушкарце

Такмичење у скоковима у воду у дисциплини торањ 10 метара синхронизовано за мушкарце на Светском првенству у скоковима у воду 2015. одржано је 26. јула 2015. године као део програма Светског првенства у воденим спортовима. Такмичења су се одржала у базену Казањског центра водених спортова у граду Казању (Русија).
Учестовало је укупно 40 такмичара из 20 земаља. Титулу светских првака из 2013. није успео да одбрани немачки пар Саша Клајн/Патрик Хауздинг који је на крају завршио на 6. месту.
Нови светски прваци су кинески пар Чен Ајсен и Лин Јуе који су укупним резултатом од 495,72 бода убедљиво освојили прво место испред пара Гарсија/Санчез из Мексика и Исмаилов/Минибајев из Русије.

## Освајачи медаља
|                            | Резултат |                                        | Резултат |                                            | Резултат |
|                            |          |                                        |          |                                            |          |
| Кина · Чен Ајсен · Лин Јуе | 495,72   | Мексико · Иван Гарсија · Херман Санчез | 448,89   | Русија · Роман Исмаилов · Виктор Минибајев | 441,33   |

## Земље учеснице
На такмичењу је учестовало укупно 20 парова из исто толико земаља (40 такмичара). Свака од земаља имала је право да учествује са једним паром.
| - Аустралија (1) - Белорусија (1) - Бразил (1) - Велика Британија (1) - Венецуела (1) | - Индонезија (1) - Италија (1) - Јужна Кореја (1) - Канада (1) - Кина (1) | - Колумбија (1) - Куба (1) - Малезија (1) - Мексико (1) - Немачка (1) | - Норвешка (1) - Русија (1) - Северна Кореја (1) - САД (1) - Украјина (1) |

## Резултати
Такмичење се одвијало у два дела. Јутарње квалификације одржавале су се од 10:00 часова по локалном времену, док је финално такмичење започело истог дана у послеподневним часовима. Пласман у финале кроз квалификације остварило је 12 најуспешнијих парова. Такмичење се одвијало у укупно 5 серија скокова.
Напомена: Зеленом бојом означени су парови који су се акмичили у финалу.
| ПЛ. | Држава           | Такмичари                            | Квалификације | Квалификације | Финале | Финале |
| ПЛ. | Држава           | Такмичари                            | Бодова        | Пл.           | Бодова | Пл.    |
| --- | ---------------- | ------------------------------------ | ------------- | ------------- | ------ | ------ |
|     | Кина             | Чен Ајсен Лин Јуе                    | 470,13        | 01.           | 495,72 | 01.    |
| 2   | Мексико          | Иван Гарсија Херман Санчез           | 419,19        | 05.           | 448,89 | 02.    |
| 3   | Русија           | Роман Исмаилов Виктор Минибајев      | 443,07        | 03.           | 441,33 | 03.    |
| 04. | Украјина         | Максим Долгов Александар Хоршковозов | 419,07        | 06.           | 436,50 | 04.    |
| 05. | САД              | Дејвид Бодаја Стил Џонсон            | 451,02        | 02.           | 436,35 | 05.    |
| 06. | Немачка          | Патрик Хауздинг Саша Клајн           | 421,92        | 04.           | 431,34 | 06.    |
| 07. | Јужна Кореја     | Ким Јеонг-нам Ву Ха-рам              | 417,24        | 07.           | 421,80 | 07.    |
| 08. | Колумбија        | Виктор Ортега Хуан Риос              | 409,92        | 08.           | 405,03 | 08.    |
| 09. | Велика Британија | Џејмс Дени Мети Ли                   | 379,86        | 12.           | 396,84 | 09.    |
| 10. | Малезија         | Чев Јивеј Ој Це Лианг                | 383,40        | 11.           | 386,52 | 10.    |
| 11. | Северна Кореја   | Хјон Ил-мјонг Ким Сун-бом            | 385,08        | 10.           | 378,18 | 11.    |
| 12. | Аустралија       | Домоник Беџгуд Џејмс Конор           | 388,80        | 09.           | 375,12 | 12.    |
| 13. | Белорусија       | Вадим Каптур Јевгениј Королов        | 373,92        | 13.           | ×      | ×      |
| 14. | Канада           | Филип Гање Винсент Ријендо           | 372,78        | 14.           | ×      | ×      |
| 15. | Куба             | Хејнклер Агире Хосе Гера             | 367,38        | 15.           | ×      | ×      |
| 16. | Италија          | Франческо Делуомо Мајкол Верцото     | 362,55        | 16.           | ×      | ×      |
| 17. | Венецуела        | Оскар Ариза Роберт Паез              | 344,70        | 17.           | ×      | ×      |
| 18. | Норвешка         | Филип Девор Данијел Јенсен           | 342,87        | 18.           | ×      | ×      |
| 19. | Бразил           | Џексон Оливеира Исак Соуза           | 335,91        | 19.           | ×      | ×      |
| 20. | Индонезија       | Андријан Андријан Адитјо Путра       | 311,97        | 20.           | ×      | ×      |